# Contea di Richland (Carolina del Sud)
La contea di Richland (in inglese Richland County) è una contea dello Stato della Carolina del Sud, negli Stati Uniti. La popolazione al censimento del 2000 era di 320 677 abitanti. Il capoluogo di contea è Columbia, anche capitale dello Stato. Fa parte dell'area metropolitana di Columbia.

## Geografia
La contea si trova al centro dello Stato. Il confine est è dato dal fiume Wateree e quello ovest dal fiume Broad, che poi diventa Congaree. La parte settentrionale della contea è collinare, mentre la parte meridionale è pianeggiante e paludosa. Parte del parco nazionale di Congaree si trova nella contea.
A Columbia ha sede la University of South Carolina.

### Contee confinanti
- Contea di Fairfield - nord
- Contea di Kershaw - nord-est
- Contea di Sumter - est
- Contea di Calhoun - sud
- Contea di Lexington - ovest
- Contea di Newberry - nord-ovest

## Storia
La regione era abitata da nativi Saluda prima dell'arrivo dei coloni. La contea fu istituita nel 1785 e fu chiamata così per la fertilità del terreno (rich significa ricca e land significa terra).

## Comuni

### Cities
- Cayce
- Columbia (capoluogo)
- Forest Acres

### Towns
- Arcadia Lakes
- Blythewood
- Eastover
- Elgin
- Irmo

### Census-designated places
- Arthurtown
- Capitol View
- Dentsville
- Gadsden
- Hopkins
- Lake Murray of Richland
- Olympia
- St. Andrews
- Woodfield